# Jackline Wambui
Jackline Wambui est une athlète kényane spécialiste du 800 mètres, née le 8 février 2000.

## Biographie
Jackline Wambui acquiert sa première expérience internationale en remportant la médaille d’or du 800 mètres aux Championnats du monde d'athlétisme jeunesse 2017 à Nairobi. L'année suivante, elle termine huitième aux Championnats du monde juniors à Tampere.
En 2019, elle remporte en avril les Championnats d'Afrique Junior à Abidjan puis en août les Championnats nationaux kényans. Elle réitère sa performance le mois suivant au Nyayo National Stadium de Nairobi pour se qualifier à 19 ans pour les Championnats du Monde 2019 à Doha au Qatar. 
Avec un nouveau record en 1 min 58 s 79, Jackline Wambui fait figure de candidate pour une médaille mondiale mais elle est contrainte de déclarer forfait, refusant de se satisfaire aux tests des niveaux de testostérone imposés par l'Association internationale des fédérations d'athlétisme (IAAF),. Jackline Wambui quitte la sélection kényane, déjà amputée de la médaillée olympique Margaret Wambui jugée elle aussi trop androgyne,.

## Palmarès
| Date | Compétition                                 | Lieu    | Résultat | Épreuve | Temps         |
| ---- | ------------------------------------------- | ------- | -------- | ------- | ------------- |
| 2017 | Championnats du monde d'athlétisme jeunesse | Nairobi | 1re      | 800 m   | 2 min 01 s 46 |
| 2018 | Championnats du monde juniors d'athlétisme  | Tampere | 8e       | 800 m   | 2 min 04 s 61 |
| 2019 | Championnats d'Afrique juniors d'athlétisme | Abidjan | 1re      | 800 m   | 2 min 04 s 29 |
| 2019 | Championnats kényans d'athlétisme           | Nairobi | 1re      | 800 m   | 2 min 00 s 01 |

## Records
| Épreuve | Performance   | Lieu    | Date              |
| ------- | ------------- | ------- | ----------------- |
| 800 m   | 1 min 58 s 79 | Nairobi | 13 septembre 2019 |